# Mistrovství světa v ledním hokeji žen do 18 let 2020
Mistrovství světa v ledním hokeji žen do 18 let 2020 bylo 13. mistrovstvím světa žen do 18 let v ledním hokeji. Turnaj se odehrál na Zimním stadionu Vladimíra Dzurilly ve slovenské Bratislavě. 

## Skupiny
|  | Týmy postupující do semifinále     |
|  | Týmy postupující do čtvrtfinále    |
|  | Týmy sestupující do boje o udržení |

### Skupina A
| Tým    | Z | V | VP | PP | P | GV | GI | +/- | B |
| ------ | - | - | -- | -- | - | -- | -- | --- | - |
| Kanada | 3 | 2 | 1  | 0  | 0 | 9  | 4  | +5  | 8 |
| USA    | 3 | 2 | 0  | 0  | 1 | 6  | 3  | +3  | 6 |
| Rusko  | 3 | 1 | 0  | 1  | 1 | 6  | 6  | 0   | 4 |
| Finsko | 3 | 0 | 0  | 0  | 3 | 4  | 12 | -8  | 0 |

Všechny časy jsou místní (UTC+1).
| 26. prosince 2019 12:30 | Kanada | 3:2 po prodl. (1:0, 1:0, 0:2 - 1:0) | Rusko | Zimní stadion Vladimíra Dzurilly (plocha 1), Bratislava Návštěvnost: 298 |  |

| 26. prosince 2019 16:30 | USA | 4:1 (1:1, 2:0, 1:0) | Finsko | Zimní stadion Vladimíra Dzurilly (plocha 1), Bratislava Návštěvnost: 311 |  |

| 27. prosince 2019 12:30 | Finsko | 1:4 (1:1, 0:0, 0:3) | Kanada | Zimní stadion Vladimíra Dzurilly (plocha 1), Bratislava Návštěvnost: 378 |  |

| 27. prosince 2019 16:30 | USA | 1:0 (0:0, 0:0, 1:0) | Rusko | Zimní stadion Vladimíra Dzurilly (plocha 1), Bratislava Návštěvnost: 292 |  |

| 29. prosince 2019 12:30 | Kanada | 2:1 (1:0, 0:0, 1:1) | USA | Zimní stadion Vladimíra Dzurilly (plocha 1), Bratislava Návštěvnost: 719 |  |

| 29. prosince 2019 16:30 | Rusko | 4:2 (1:1, 3:1, 0:0) | Finsko | Zimní stadion Vladimíra Dzurilly (plocha 1), Bratislava Návštěvnost: 320 |  |

### Skupina B
| Tým       | Z | V | VP | PP | P | GV | GI | +/- | B |
| --------- | - | - | -- | -- | - | -- | -- | --- | - |
| Česko     | 3 | 2 | 0  | 1  | 0 | 9  | 4  | +5  | 7 |
| Švédsko   | 3 | 2 | 0  | 0  | 1 | 7  | 5  | +2  | 6 |
| Švýcarsko | 3 | 0 | 1  | 1  | 1 | 4  | 6  | -2  | 3 |
| Slovensko | 3 | 0 | 1  | 0  | 2 | 6  | 11 | -5  | 2 |

| 26. prosince 2019 16:30 | Švýcarsko | 2:1 po prodl. (0:1, 0:0, 1:0 - 1:0) | Česko | Zimní stadion Vladimíra Dzurilly (plocha 2), Bratislava Návštěvnost: 99 |  |

| 26. prosince 2019 20:30 | Švédsko | 4:2 (0:0, 3:0, 1:2) | Slovensko | Zimní stadion Vladimíra Dzurilly (plocha 1), Bratislava Návštěvnost: 543 |  |

| 27. prosince 2019 16:30 | Česko | 3:1 (1:0, 0:1, 2:0) | Švédsko | Zimní stadion Vladimíra Dzurilly (plocha 2), Bratislava Návštěvnost: 100 |  |

| 27. prosince 2019 20:30 | Švýcarsko | 2:3 po prodl. (0:0, 0:1, 2:1 - 0:1) | Slovensko | Zimní stadion Vladimíra Dzurilly (plocha 1), Bratislava Návštěvnost: 527 |  |

| 29. prosince 2019 16:30 | Švédsko | 2:0 (1:0, 0:0, 1:0) | Švýcarsko | Zimní stadion Vladimíra Dzurilly (plocha 2), Bratislava Návštěvnost: 99 |  |

| 29. prosince 2019 20:30 | Slovensko | 1:5 (0:1, 0:2, 1:2) | Česko | Zimní stadion Vladimíra Dzurilly (plocha 1), Bratislava Návštěvnost: 1 248 |  |

## O udržení
| 30. prosince 2019 20:30 | Švýcarsko | 4:1 (4:0, 0:0, 0:1) | Slovensko | Zimní stadion Vladimíra Dzurilly (plocha 2), Bratislava Návštěvnost: 100 |  |

| 1. ledna 2020 16:30 | Slovensko | 1:2 (1:0, 0:2, 0:0) | Švýcarsko | Zimní stadion Vladimíra Dzurilly (plocha 2), Bratislava Návštěvnost: 100 |  |

## Play off

### Čtvrtfinále
| 30. prosince 2019 16:30 | Finsko | 3:1 (2:0, 1:0, 0:1) | Česko | Zimní stadion Vladimíra Dzurilly (plocha 1), Bratislava Návštěvnost: 213 |  |

| 30. prosince 2019 20:30 | Rusko | 4:0 (2:0, 0:0, 2:0) | Švédsko | Zimní stadion Vladimíra Dzurilly (plocha 1), Bratislava Návštěvnost: 193 |  |

### Semifinále
| 1. ledna 2020 12:30 | Kanada | 4:1 (3:0, 0:0, 1:1) | Finsko | Zimní stadion Vladimíra Dzurilly (plocha 1), Bratislava Návštěvnost: 316 |  |

| 1. ledna 2020 16:30 | USA | 3:0 (2:0, 1:0, 0:0) | Rusko | Zimní stadion Vladimíra Dzurilly (plocha 1), Bratislava Návštěvnost: 456 |  |

### Zápas o 5. místo
| 1. ledna 2020 20:30 | Česko | 0:1 (0:0, 0:0, 0:1) | Švédsko | Zimní stadion Vladimíra Dzurilly (plocha 1), Bratislava Návštěvnost: 152 |  |

### Zápas o 3. místo
| 2. ledna 2020 12:30 | Rusko | 6:1 (2:0, 1:0, 3:1) | Finsko | Obihiro Arena (plocha 1), Obihiro Návštěvnost: 137 |  |

### Finále
| 2. ledna 2020 20:30 | Kanada | 1:2 po prodl. (0:1, 0:0, 1:0 - 0:1) | USA | Obihiro Arena (plocha 1), Obihiro Návštěvnost: 937 |  |

## Konečné pořadí
| Místo            | Tým       |
| ---------------- | --------- |
| Zlatá medaile    | USA       |
| Stříbrná medaile | Kanada    |
| Bronzová medaile | Rusko     |
| 4.               | Finsko    |
| 5.               | Švédsko   |
| 6.               | Česko     |
| 7.               | Švýcarsko |
| 8.               | Slovensko |

## Divize I

### Skupina A
Hráno ve Füssenu (Německo) od 3. do 9. ledna 2020.
| Poř. | Tým      | Z | V | VP | PP | P | GV | GI | +/- | B  |                         |
| ---- | -------- | - | - | -- | -- | - | -- | -- | --- | -- | ----------------------- |
| 1.   | Německo  | 5 | 4 | 1  | 0  | 0 | 18 | 2  | +16 | 14 | Postup do elitní divize |
| 2.   | Japonsko | 5 | 4 | 0  | 0  | 1 | 20 | 3  | +17 | 12 |                         |
| 3.   | Maďarsko | 5 | 1 | 1  | 2  | 1 | 10 | 9  | +1  | 7  |                         |
| 4.   | Francie  | 5 | 2 | 0  | 0  | 3 | 5  | 16 | -11 | 6  |                         |
| 5.   | Itálie   | 5 | 1 | 1  | 0  | 3 | 10 | 18 | -8  | 5  |                         |
| 6.   | Dánsko   | 5 | 0 | 0  | 1  | 4 | 5  | 20 | -15 | 1  | Sestup do divize I B    |

### Skupina B
Hráno v Katovicích (Polsko) od 2. do 8. ledna 2020.
| Poř. | Tým            | Z | V | VP | PP | P | GV | GI | +/- | B  |                       |
| ---- | -------------- | - | - | -- | -- | - | -- | -- | --- | -- | --------------------- |
| 1.   | Norsko         | 5 | 3 | 0  | 2  | 0 | 13 | 7  | +6  | 11 | Postup do divize I A  |
| 2.   | Rakousko       | 5 | 3 | 1  | 0  | 1 | 14 | 3  | +11 | 11 |                       |
| 3.   | Čína           | 5 | 2 | 2  | 0  | 1 | 12 | 10 | +2  | 10 |                       |
| 4.   | Jižní Korea    | 5 | 1 | 1  | 0  | 3 | 7  | 12 | -5  | 5  |                       |
| 5.   | Polsko         | 5 | 1 | 0  | 1  | 3 | 8  | 9  | -1  | 4  |                       |
| 6.   | Velká Británie | 5 | 1 | 0  | 1  | 3 | 5  | 18 | -13 | 4  | Sestup do divize II A |

## Divize II

### Skupina A
Hráno v Eindhovenu (Nizozemsko) od 25. do 28. ledna 2020.
| Poř. | Tým        | Z | V | VP | PP | P | GV | GI | +/- | B |                       |
| ---- | ---------- | - | - | -- | -- | - | -- | -- | --- | - | --------------------- |
| 1.   | Tchaj-wan  | 3 | 2 | 1  | 0  | 0 | 10 | 7  | +3  | 8 | Postup do divize I B  |
| 2.   | Nizozemsko | 3 | 2 | 0  | 0  | 1 | 7  | 3  | +4  | 6 |                       |
| 3.   | Austrálie  | 3 | 0 | 1  | 0  | 2 | 6  | 8  | -2  | 2 |                       |
| 4.   | Kazachstán | 3 | 0 | 0  | 2  | 1 | 6  | 11 | -5  | 2 | Sestup do divize II B |

### Skupina B
Hráno v Ciudad de México (Mexiko) od 28. ledna do 2. února 2020.
| Poř. | Tým         | Z | V | VP | PP | P | GV | GI | +/- | B |
| ---- | ----------- | - | - | -- | -- | - | -- | -- | --- | - |
| 1.   | Španělsko   | 3 | 3 | 0  | 0  | 0 | 18 | 3  | +15 | 9 |
| 2.   | Turecko     | 3 | 2 | 0  | 0  | 1 | 5  | 11 | -6  | 6 |
| 3.   | Mexiko      | 3 | 1 | 0  | 0  | 2 | 4  | 6  | -2  | 3 |
| 4.   | Nový Zéland | 3 | 0 | 0  | 0  | 3 | 4  | 11 | -7  | 0 |

|  | Semifinále | Semifinále  | Semifinále |  |  | Finále     | Finále      | Finále     |
|  |            |             |            |  |  |            |             |            |
|  | B1         | Španělsko   | 2 PP       |  |  |            |             |            |
|  | B4         | Nový Zéland | 1          |  |  |            |             |            |
|  |            |             |            |  |  | B1         | Španělsko   | 7          |
|  |            |             |            |  |  | B2         | Turecko     | 0          |
|  | B2         | Turecko     | 4          |  |  |            |             |            |
|  | B3         | Mexiko      | 2          |  |  | O 3. místo | O 3. místo  | O 3. místo |
|  |            |             |            |  |  | B4         | Nový Zéland | 3          |
|  |            |             |            |  |  | B3         | Mexiko      | 6          |